# Bayamo (viento)
Un bayamo es un violento viento tropical que sopla desde tierra en la costa sur de Cuba, especialmente cerca del bahía de Bayamo del cual recibe su nombre. Suele formar tormentas de fuertes lluvias y relámpagos.